# Wuppertal Greyhounds
Die Wuppertal Greyhounds sind ein American-Football-Club aus Wuppertal im Bergischen Land in Nordrhein-Westfalen.

## Geschichte

### Herrenteam
Die Wuppertal Greyhounds wurden am 27. November 1980 gegründet und sind Wuppertals einzige American-Football-Mannschaft. Sie gehörten zu den ersten in Deutschland gegründeten Mannschaften.
1981 spielte das Team seine erste Saison und hatte in den 1980er-Jahren pro Spiel mehrere tausend Zuschauer. 1982 bis 1986 spielten sie in der 2. Bundesliga (Nord). 2006 löste sich das Herrenteam auf und schloss sich den Remscheid Amboss an. Aufgrund interner Unstimmigkeiten wurde 2011 ein neues Wuppertaler Herrenteam aufgebaut, das 2012 in der Landesliga Nordrhein-Westfalen angetreten ist.
2016 gelang der Aufstieg in die Verbandsliga NRW (5. Liga). 2017 wurde der Aufstieg in die Oberliga NRW (4. Liga) im Heimspiel gegen die Recklinghausen Chargers (8:10) verpasst.
2018 richteten die Wuppertal Greyhounds zum sechsten Mal seit 2012 das Preseason-Turnier (Wupperbowl) aus, das sie vor 1.400 Zuschauern gewannen. Teilnehmer waren die Dortmund Giants, Cologne Crocodiles II sowie die Krefeld Ravens. 2018 erfolgte der Aufstieg in die Oberliga NRW, 2019 erreichte man den dritten Platz in der Oberliga NRW. Seit November 2019 ist der neue Headcoach Albert Thüssing. Er folgte auf Bernd Janzen, der zum Zweitligisten Solingen Paladins wechselte. Zusätzlich schlossen sich Detlef Losch als Defense Coordinator, Tobias Ehrchen (DB), Riley Cooper (Qb/OC), Michael Antoschowitz (OL), AJ Brown (RB) und Daniel Meyer (DB) als weitere Trainer den Greyhounds an, worunter Tobias Ehrchen, Riley Cooper und AJ Brown selbst sogar in den jeweiligen Positionen spielen.
Auch 2020 sollte der Wupperbowl ausgerichtet werden. Das für den 28. März vorgesehene Treffen der heimischen Footballer auf die Cologne Falcons Prospects, Schiefbahn Riders und die Neuss Legions wurde wegen der Corona-Pandemie abgesagt.
Ebenso wie der Wupperbowl fiel auch die Saison der Oberliga 2020 aus.
Während die Greyhounds das Jahr 2021 noch auf dem vierten Gruppenplatz beendeten, konnten sie in der Saison 2022 ihre Gruppe mit nur einer Niederlage in elf Spielen gewinnen.

### Damenteam
Die Wuppertal Greyhounds Ladies nahmen erstmals 2017 am Ligabetrieb der 2. Damenbundesliga (DBL2) in der Gruppe West 2 teil. Obwohl sie ihre Gruppe mit nur einer Niederlage in sechs Spielen gewannen und in den anschließenden Play-offs die Halbfinalrunde erreichten, meldeten sie sich in der anschließenden Saison nicht erneut für die Liga.
Erst 2020 kehrten sie in die Liga zurück und bilden seitdem eine Spielgemeinschaft unter dem gemeinsamen Namen „Assassins“ mit den Solingen Paladins Ladies. Während die Saison 2020 genau wie bei der Herrenmannschaft aufgrund der Corona-Pandemie ausfallen musste, wurde 2021 der Spielbetrieb in der DBL2 eingeschränkt aufgenommen. In diesem Jahr erreichten die Assassins allerdings nur den letzten Gruppenplatz. Die Saison 2022, die nahezu wieder in vollem Umfang gespielt wurde, war daraufhin allerdings deutlich erfolgreicher: mit sechs Siegen in neun Spielen erreichte die Spielgemeinschaft den zweiten Platz in der Gruppe West.
Im Vorfeld der Saison 2024 wurde die Auflösung der Spielgemeinschaft bekannt gegeben, woraus die Auflösung des Wuppertaler Damenteams resultierte.

## Teams
Neben der Herrenmannschaft gibt es außerdem ein U13-, U16- sowie ein U19-Team. Außerdem gibt es mehrere Cheerleading-Teams für verschiedene Altersgruppen.